# 정승준
정승준(1991년 9월 26일 ~)은 대한민국의 국악인으로, 중요무형문화재 제5호 이수자다.

## 방송
- 팬텀싱어 3 (2020) - Top28(28위)

## 음반
- 팬텀싱어3 Episode.2 (2020)
- 팬텀싱어3 Episode.4 (2020)
- 꽃 (2020)

## 공연
- 팬타스틱 팬미팅 콘서트 (2020)
- 마당을 나온 암탉 (2021)
- 제7회 동편제 국악 축제 온라인 - 길놀이 & 정자마루 콘서트 (2021)
- 정승준의 판툰 - 심청 (2021)

## 수상
- 제20회 명창박록주 전국국악대전 일반부 국무총리상 (2020)
- 제44회 전주대사습놀이 전국대회 판소리 일반부 장원 (2018)
- 제32회 동아국악콩쿠르 판소리 일반부 은상 (2016)
- 제42회 전주대사습놀이 전국대회 판소리 일반부 차상 (2016)